# Ernst Streng
Ernst Streng (Colònia, 25 de gener de 1942 - Colònia, 27 de març de 1993) va ser un ciclista alemany que va córrer durant els anys 60 del segle xx.
El 1964 va prendre part en els Jocs Olímpics de Tòquio, tot guanyant una medalla d'or en la prova de persecució per equips, junt a Lothar Claesges, Karlheinz Henrichs i Karl Link. Aquell mateix any es proclamà campió del món amateur de persecució per equips.
Es dedicà principalment al ciclisme en pista, tot i que també prengué part en algunes curses en carretera.

## Palmarès
- 1964
  -  Medalla d'or als Jocs Olímpics de Tòquio en persecució per equips
  -  Campionat del món de persecució per equips amateur, amb Lothar Claesges, Karlheinz Henrichs i Karl Link

### Resultats al Tour de França
- 1968. Abandona (11a etapa)